# Giorno della vittoria (Estonia)

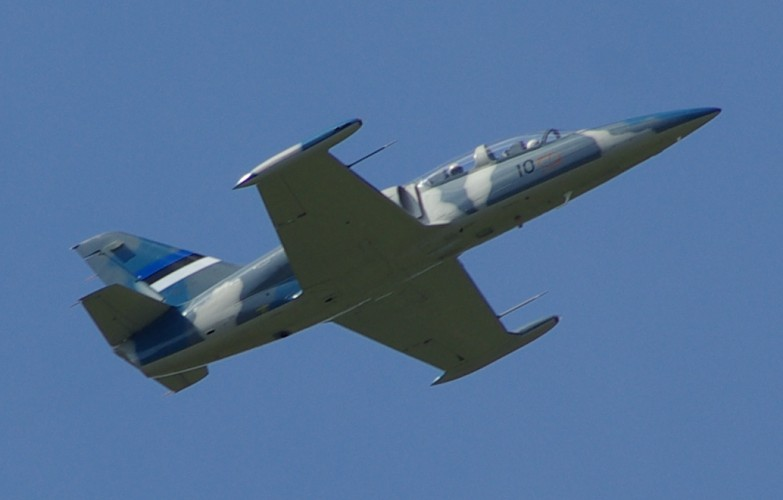
Aero L-39 Albatros durante la parata del 2007 in Rapla.

Il Giorno della vittoria è una festa nazionale estone che viene celebrata il 23 giugno di ogni anno.

## Storia
La ricorrenza ha lo scopo di commemorare la battaglia di Võnnu, ossia la vittoria dell'esercito estone e lettone nei confronti dell'esercito imperiale tedesco, avvenuta il 23 giugno 1919 nei territori baltici.
Tale ricorrenza ha anche la finalità di ricordare, a tutti i cittadini, le lotte per riottenere la loro indipendenza.